# متلازمة نقص التهوية المركزي
متلازمة نقص التهوية المركزي اضطراب تنفسي مرتبط بالنوم يسبّب تنفس غير فعال أو انقطاع النفس أو توقف التنفس خلال النوم (وخلال اليقظة في الحالات الشديدة). يمكن أن يكون نقص التهوية المركزي خلقي أو مكتسب في وقت لاحق من الحياة. يمكن أن تكون الحالة قاتلة إذا بقيت بلا علاج. عُرفت الحالة سابقًا باسم لعنة أوندينه.
يمكن أن يتطور نقص التهوية المركزي المكتسب نتيجة أذية شديدة أو رض في الدماغ أو جذع الدماغ. الحالات الخلقية نادرة جدًا وتنطوي على فشل في التحكم العصبي الذاتي بالتنفس. في عام 2006، لم يكن هناك سوى نحو 200 حالة معروفة في جميع أنحاء العالم. وفي عام 2008، لم تُعرف سوى 1000 حالة. يمكن أن يتأخر التشخيص بسبب التباين في شدة التظاهرات أو نقص الوعي في المجتمع الطبي، وخاصة في الحالات الأقل شدة. ومع اكتشاف حالات نقص تهوية مركزي خلقية لاعَرَضية في عائلات المرضى المشخصة إصابتهم، يبدو أن الأرقام تعكس عدد الحالات الشديدة التي تحتاج للتهوية الميكانيكية وحسب. وفي جميع الحالات، تحدث نوبات انقطاع التنفس خلال النوم، وتحدث خلال اليقظة عند عدد قليل من المرضى، في الطرف الأكثر شدة من الطيف.
على الرغم من ندرتها، أُبلغ عن حالات نقص تهوية مركزي خلقي بقيت دون معالجة مدة طويلة، ودُعيت هذه الحالات باسم نقص التهوية المركزي الخلقي متأخر البدء. ووجدت حالات من نقص التهوية المركزي الخلقي متأخر البدء عند أفراد لاعَرَضيين من عائلات المصابين. يمكن أن يسبب نقص الوعي في المجتمع الطبي هذا التأخر في التشخيص. يبدو أن الاستعداد للإصابة بنقص التهوية المركزي الخلقي لا يتأثر بنوع الجنس.

## العلامات والأعراض
يرتبط نقص التهوية المركزي بتوقف التنفس خلال النوم، وفي بعض الحالات، بورم الأرومة العصبية (أورام العقد الودية)، مرض هيرشسبرونج (عدم التخلق الجزئي للجهاز العصبي المعوي)، عسر البلع (صعوبة البلع) وشذوذات الحدقة. وتشمل الأعراض الأخرى لون البشرة الداكن بسبب عدم كفاية الأوكسجين، والنعاس، والتعب، والصداع، وعدم القدرة على النوم في الليل. المرضى الذين يعانون من نقص التهوية المركزي لديهم أيضًا حساسية تجاه المسكنات والمخدرات، فهي تجعل التنفس أكثر صعوبة. يمكن أن يؤدي انخفاض تركيز الأوكسجين في خلايا الدم الحمراء أيضًا إلى حدوث التقبض الوعائي الرئوي الناجم عن نقص الأكسجة وارتفاع التوتر الرئوي، الذي يؤدي إلى مرض القلب الرئوي أو قصور القلب الأيمن. تشمل المضاعفات المرتبطة بهذه الحالة أيضًا الارتجاع المعدي المريئي، والمشاكل العينية، والنوبات الصرعية، والالتهابات الرئوية المتكررة، والتأخر التطوري، وصعوبات التعلم، ونوبات الغشي، وعدم التنظيم الحراري.

## الأسباب
يظهر نقص التهوية المركزي عادةً بصورة اضطراب خلقي، ولكن في ظروف نادرة، يمكن أن ينتج أيضًا عن إصابة دماغية أو نخاعية شديدة أو أذية (بعد حادث سير، أو سكتة دماغية، أو اختناق، أو ورم دماغي، أو التهاب دماغي، أو تسمم، أو ضمن مضاعفات الجراحة العصبية) أو بسبب حالات تنكسية عصبية مثل داء باركنسون، أو الضمور الجهازي المتعدد، أو التصلب المتعدد. كان لونغ وألن (1984) أول من أبلغ عن الاستجابات المحرضة سمعيًا غير الطبيعية في جذع الدماغ عند امرأة كحولية تعافت من لعنة أوندينه. افترض هؤلاء الباحثون أن جذع الدماغ عند المريضة السابقة مصاب بالتسمم -وليس مخرَبًا- بسبب الاستهلاك المزمن للكحول.